# Anu-Whakatoro-Gletscher
Der Anu-Whakatoro-Gletscher ist ein 1,1 km langer Gletscher im ostantarktischen Viktorialand. Er fließt zwischen dem Tūkeri Peak und dem Spain Peak an der Stirnseite des Ringer Valley in der Saint Johns Range.
Das aus dem Māori stammende „Anu Whakatoro“ bedeutet „Kraft des Windes“. Die Benennung nahm das New Zealand Geographic Board im Jahr 2005 vor.